# فورتونا (کالیفرنیا)
فورتونا (به انگلیسی: Fortuna) شهری در شهرستان هومبولت ایالت کالیفرنیا است که در سرشماری سال ۲۰۱۰ میلادی، ۱۱۹۲۶ نفر جمعیت داشته است.